# Tara Subkoff

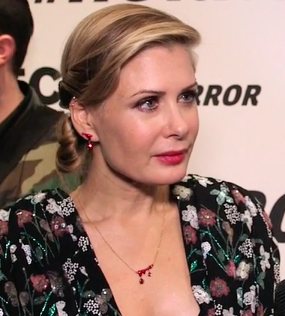
Tara Subkoff (2015)

Tara Subkoff (* 10. Dezember 1972 in Westport, Connecticut; gebürtig Tara Lyn Subkoff) ist eine US-amerikanische Schauspielerin und Modedesignerin.

## Leben und Leistungen
Tara Subkoff besuchte die Parsons Designschule in New York City, verließ sie jedoch nach einem Jahr wieder. Als Schauspielerin debütierte sie 1993 an der Seite von Ally Walker und Martin Sheen in einer größeren Rolle in dem Thriller Ermordet am 16. Juli. Im Mysterythriller Deception – Tödliche Täuschung (1996) trat sie an der Seite von Alicia Silverstone und Kevin Dillon auf. Im Horrorfilm Black Circle Boys (1997) spielte sie eine der größeren Rollen neben Scott Bairstow, im Filmdrama All Over Me aus dem gleichen Jahr übernahm sie eine der Hauptrollen. Eine weitere Hauptrolle spielte sie in der Komödie Lover Girl (1997). In der Komödie The Last Days of Disco (1998) spielte Subkoff neben Chloë Sevigny, Kate Beckinsale und Jennifer Beals, im SF-Thriller The Cell (2000) trat sie an der Seite von Jennifer Lopez und Vincent D’Onofrio auf.
Als Modedesignerin kreierte Tara Subkoff 2000 zusammen mit Matthew Damhave das Modelabel Imitation of Christ, für das auch Chloë Sevigny kurze Zeit als Creative Director fungierte. Das Label, das sich in den Augen der Fachleute durch die Gleichzeitigkeit von Avantgarde und Retro-Look sowie durch extravagante Präsentationsshows auszeichnet, wird seit 2001 nach dem Ausscheiden Damhaves von Tara Subkoff allein geführt. Der Name des Labels stammt von dem Buch Nachfolge Christi (De imitatione Christi) des spätmittelalterlichen Autors Thomas von Kempen.

## Filmografie (Auswahl)
- 1993: Ermordet am 16. Juli (When the Bough Breaks)
- 1996: Freeway
- 1996: Deception – Tödliche Täuschung (True Crime)
- 1997: Black Circle Boys
- 1997: All Over Me
- 1997: Lover Girl
- 1997: Besser geht’s nicht (As Good as It Gets)
- 1998: The Last Days of Disco
- 1999: Mascara
- 1999: American Pie – Wie ein heißer Apfelkuchen
- 2000: The Cell
- 2002: Teenage Caveman
- 2004: Wake Up, Ron Burgundy: The Lost Movie
- 2005: The Notorious Bettie Page
- 2006: Cook-Off!
- 2010: Ohne jede Spur  (Abandoned)